# Calceolaria connatifolia
Calceolaria connatifolia är en toffelblomsväxtart som beskrevs av Francis Whittier Pennell. Calceolaria connatifolia ingår i släktet toffelblommor, och familjen toffelblomsväxter. Inga underarter finns listade i Catalogue of Life.